# 美国航空航点
美国航空的航点包括81个美国国内目的地（包括美国本土）和在亚洲，美洲和欧洲的39个海外国家（包括荷兰和英国海外领土）的76个国际目的地。此列表不包括代码共享航空公司的航点，亦不包括美国航空附属子公司美鹰航空和美国航空联运所经营的航点。

## 美洲

### 北美
- 美国
  - 亞拉巴馬州
    - 伯明翰 - 伯明翰－沙特爾斯沃思國際機場
    - 亨茨維爾／迪凱特 - 亨茨維爾國際機場

  - 阿拉斯加州
    - 安克雷奇 - 泰德·史蒂文斯安克雷奇国际机场 (ANC) 季节性

  - 阿肯色州
    - 费耶特维尔 - 西北阿肯色區域機場 (XNA)

  - 亚利桑那州
    - 鳳凰城－鳳凰城天港國際機場 (PHX) 樞紐機場
    - 菲尼克斯 - 菲尼克斯天港国际机场 (FLG)
    - 土桑 - 土桑國際機場 (TUS)

  - 加利福尼亚州
    - 伯班克 - 荷里活伯班克機場 (BUR)
    - 佛雷斯诺 - 佛雷斯諾優山美地國際機場 (FAT)
    - 洛杉磯 - 洛杉磯國際機場  (LAX) 樞紐機場
    - 安大略 - 安大略国际机场 (ONT)
    - 棕榈泉 - 棕榈泉国际机场 (PSP)
    - 沙加緬度 - 沙加緬度國際機場 (SMF)
    - 圣迭戈 - 圣迭戈国际机场 (SAN)
    - 三藩市 - 三藩市国际机场 (SFO)
    - 圣何西 - 诺曼·峰田圣何西国际机场 (SJC)
    - 圣安娜 - 约翰·韦恩机场 (SNA)
    - 奧克蘭 - 奧克蘭國際機場 (OAK)

  - 科罗拉多州
    - 科罗拉多泉 - 科罗拉多泉机场 (COS)
    - 丹佛 - 丹佛国际机场 (DEN)
    - 甘尼森 - 甘尼森-克雷斯特巴特区域机场 季节性
    - 海登 - 楊柏谷機場（英语：Yampa Valley Airport） (HDN) 季节性
    - 蒙特罗斯 - 蒙特罗斯区域机场（英语：Montrose Regional Airport） (MTJ) 季节性
    - 韦尔 - 鷹縣区域机场 (EGE) 季节性

  - 康涅狄格州
    - 哈特福德 - 布拉德利国际机场 (BDL)

  - 佛罗里达州
    - 劳德代尔堡 - 劳德代尔堡－好莱坞国际机场 (FLL)
    - 麦尔兹堡 - 西南佛羅里達國際機場 (RSW)
    - 杰克逊维尔 - 杰克逊维尔国际机场 (JAX)
    - 迈阿密 - 迈阿密国际机场 (MIA) 枢纽机场
    - 奥兰多 - 奥兰多国际机场 (MCO)
    - 坦帕 - 坦帕国际机场 (TPA)
    - 西棕榈滩 - 棕櫚灘國際機場 (PBI)

  - 佐治亚州
    - 亚特兰大 - 哈茨菲尔德－杰克逊亚特兰大国际机场 (ATL)

  - 夏威夷州
    - 檀香山 - 丹尼爾·井上國際機場 (HNL)
    - 卡胡卢伊 - 卡胡卢伊机场 (OGG)
    - 凯卢阿 - 科納國際機場 (KOA)
    - 利胡埃 - 利胡埃机场（英语：Lihue Airport） (LIH)

  - 伊利諾伊州
    - 芝加哥 - 奥黑尔国际机场 (ORD) 枢纽机场

  - 印第安纳州
    - 埃文斯維爾 - 埃文斯維爾區域機場 (EVV)
    - 韋恩堡 - 韋恩堡國際機場 (FWA)
    - 印第安納波利斯 - 印第安納波利斯國際機場 (IND)
    - 拉法葉 - 普渡大學機場 (LAF)
    - 南灣 - 南灣國際機場 (SBN)

  - 艾奧瓦州
    - 錫達拉皮茲 - 東艾奧瓦機場 (CID)
    - 德梅因 - 德梅因國際機場 (DSM)
    - 迪比克 - 迪比克區域機場 (DBQ)
    - 蘇城 - 蘇城關機場（英语：Sioux Gateway Airport） (SUX)
    - 滑鐵盧 - 滑鐵盧區域機場 (ALO)

  - 堪萨斯州
    - 威奇托 - 懷特·大衛·艾森豪威爾國家机场（英语：Wichita Dwight D. Eisenhower National Airport） (ICT)

  - 肯塔基州
    - 路易维尔 - 路易维尔国际机场 (SDF)
    - 辛辛那提 - 辛辛那堤/北肯塔基國際機場 (CVG)

  - 路易斯安那州
    - 新奥尔良 - 路易斯岩士唐國際機場 (MSY)
    - 巴吞魯日 - 巴吞魯日都會機場（英语：Baton Rouge Metropolitan Airport） (BTR)

  - 緬因州
    - 波特蘭 - 波特蘭國際噴氣機機場 (PWM)

  - 马里兰州
    - 巴尔的摩 - 巴尔的摩／华盛顿瑟古德·马歇尔国际机场 (BWI)

  - 馬薩諸塞州
    - 波士顿 - 爱德华·劳伦斯·洛根将军国际机场 (BOS)
    - 窩士打 - 窩士打區域機場 (ORH)

  - 密歇根州
    - 底特律 - 底特律都会韋恩縣机场 (DTW)

  - 明尼苏达州
    - 明尼阿波利斯／圣保罗 - 明尼阿波利斯－圣保罗国际机场 (MSP)

  - 密苏里州
    - 堪萨斯城 - 堪萨斯城国际机场 (MCI)
    - 圣路易斯 - 兰伯特－圣路易斯国际机场 (STL)

  - 蒙大拿州
    - 博茲曼 - 博茲曼黃石機場 (BZN)

  - 内布拉斯加州
    - 奥马哈 - 埃普利机场（英语：Eppley Airfield） (OMA)

  - 内华达州
    - 拉斯维加斯 - 麦卡伦国际机场 (LAS)
    - 里诺 - 雷諾-太浩國際機場 (RNO)

  - 新罕布什尔州
    - 曼彻斯特 - 曼彻斯特波士顿區域機場 (MHT)

  - 新泽西州
    - 纽瓦克 - 纽瓦克自由国际机场 (EWR)

  - 新墨西哥州
    - 阿尔伯克基 - 阿尔伯克基国际机场 (ABQ)

  - 纽约州
    - 纽约 - 約翰 · F · 甘迺迪國際機場 (JFK) 枢纽机场
    - 紐約 - 拉瓜迪亚机场 (LGA) 樞紐機場
    - 羅徹斯特 - 大羅徹斯特國際機場 (ROC)
    - 雪城 - 漢考克國際機場 (SYR)

  - 北卡罗来纳州
    - 夏洛特  - 夏洛特 · 道格拉斯国际机场  (CLT) 樞紐機場
    - 罗利／达勒姆 - 羅利達拉姆國際機場 (RDU)
    - 格林斯伯勒 - 山麓三子城國際機場 (GSO)
    - 威明頓 - 威明頓國際機場 (ILM)

  - 北達科他州
    - 俾斯麥 - 俾斯麥市立機場（英语：Bismarck Municipal Airport） (BIS)
    - 法哥 - 黑托爾國際機場 (FAR)

  - 俄亥俄州
    - 哥伦布  - 約翰格倫国际机场 (CMH)
    - 代顿 - 代顿国际机场（英语：Dayton International Airport） (DAY)
    - 阿克倫/坎頓/馬斯倫（英语：Massillon, Ohio） - 阿克倫-坎頓機場（英语：Akron–Canton Airport） (CAK)
    - 托萊多 - 托萊多快線機場（英语：Toledo Express Airport） (TOL)
    - 阿克倫/坎頓/馬斯倫（英语：Massillon, Ohio） - 阿克倫-坎頓機場（英语：Akron–Canton Airport） (CAK)
    - 克里夫蘭 - 克里夫蘭霍普金斯國際機場 (CLE)

  - 俄克拉荷马州
    - 俄克拉荷马城 - 威尔·罗杰斯世界机场 (OKC)
    - 土爾沙 - 土爾沙国际机场 (TUL)
    - 勞頓 - 勞頓-錫爾堡區域機場 (LAW)
    - 靜水市 - 靜水市區域機場 (SWO)
    - 尤金 - 尤金機場 (EUG)

  - 俄勒冈州
    - 波特兰 - 波特兰国际机场 (PDX)
    - 梅德福 - 羅格谷國際-梅德福機場（英语：Rogue Valley International–Medford Airport） (MFR)
    - 中俄勒岡（英语：Central Oregon） - 雷德文市立機場（英语：Roberts Field） (RDM)

  - 宾夕法尼亚州
    - 费城 - 费城国际机场 (PHL) 樞紐機場
    - 匹兹堡 - 匹兹堡国际机场 (PIT)
    - 哈里斯堡 - 哈里斯堡國際機場 (MDT)

  - 羅得島
    - 普羅維登斯 - 西奧多·弗朗西斯·格林紀念州立機場 (PVD)

  - 南卡罗莱纳州
    - 查爾斯頓 - 查爾斯頓國際機場 (CHS)

  - 田纳西州
    - 孟菲斯 - 孟菲斯国际机场 (MEM)
    - 纳什维尔 - 纳什维尔国际机场 (BNA)
    - 諾克斯維爾 - 麥基泰臣機場（英语：McGhee Tyson Airport） (TYS)

  - 德克萨斯州
    - 柯士甸 - 柯士甸－伯格斯特国际机场 (AUS)
    - 达拉斯／沃茲堡 - 达拉斯－沃思堡国际机场 (DFW) 枢纽机场
    - 艾爾帕索  - 艾爾帕索國際機場 (ELP)
    - 休斯敦  - 乔治·布殊洲际机场 (IAH)
    - 休斯敦 - 威廉·佩特斯·霍比機場 (HOU)
    - 圣安东尼奥 - 圣安东尼奥国际机场 (SAT)

  - 犹他州
    - 盐湖城 - 盐湖城国际机场 (SLC)

  - 弗吉尼亞州
    - 漢普頓錨地 - 諾福克國際機場 (ORF)
    - 列治文 - 列治文國際機場 (RIC)

  - 华盛顿特区
    - 华盛顿杜勒斯国际机场 (IAD)
    - 朗奴·列根華盛頓國家機場 (DCA) 樞紐機場

  - 华盛顿州
    - 西雅图/塔科马 - 西雅图－塔科马国际机场 (SEA)

  - 威斯康星州
    - 密爾沃基 - 米切爾國際機場 (MKE)

  - 怀俄明州
    - 杰克逊 - 杰克逊霍尔机场（英语：Jackson Hole Airport） (JAC) 季节性

- 加拿大
  - 多伦多 - 皮尔逊国际机场 (YYZ)
  - 温哥华 - 温哥华国际机场 (YVR)
  - 蒙特利尔 - 尔皮埃尔·埃利奥特·特鲁多国际机场 (YUL)
  - 卡加利 - 卡加利國際機場 (YYC)

### 中美
- 墨西哥
  - 墨西哥城 - 贝尼托·胡亚雷斯国际机场 (MEX)
  - 瓜达拉哈拉 - 米格尔·伊达尔戈·伊·科斯蒂利亚国际机场（英语：Miguel Hidalgo y Costilla Guadalajara International Airport） (GDL)
  - 巴亚尔塔港 - 古斯塔沃·迪亚斯·奥尔达斯学士国际机场（英语：Licenciado Gustavo Díaz Ordaz International Airport） (PVR)
  - 坎昆 - 坎昆国际机场 (CUN)
  - 科苏梅尔岛 - 科蘇梅爾國際機場 (CZM)
  - 斯華坦尼奧－伊斯塔帕-斯華坦尼奧國際機場 (ZIH) 季節性
  - 聖荷西卡玻（英语：San José del Cabo）－洛斯卡玻國際機場 (SJD)
  - 瓦哈卡 - 瓦哈卡國際機場 (OAX)
- - 伯利兹市 - 菲利浦·高森國際機場 (BZE)
- - 利韦里亚 -丹尼尔·奥杜维尔·基罗斯國際機場 (LIR)
  - 圣何塞 - 胡安·圣玛丽亚国际机场 (SJO)
- 薩爾瓦多
  - 圣萨尔瓦多 - 薩爾瓦多奧斯卡·阿努爾福·羅梅羅-伊-加爾達梅斯主教國際機場 (SAL)
- - 危地馬拉城 - 拉奥罗拉国际机场 GUA)(
- - 圣佩德罗苏拉 - 拉蒙·比列達·莫拉萊斯國際機場 (SAP)
  - 德古斯加巴 - 通康丁國際機場 (TGU)
  - 羅阿坦島－羅阿坦島国际机场（英语：Juan Manuel Gálvez International Airport） (RTB)
- 尼加拉瓜
  - 马那瓜 - 奥古斯托·塞萨尔·桑地诺国际机场 (MGA)
- 巴拿马
  - 巴拿马城 - 托库门国际机场 (PTY)

### 加勒比地区
- 安地卡及巴布達
  - 圣约翰 - 維爾伯德國際機場
- 阿鲁巴
  - 奥腊涅斯塔德 - 贝娅特丽克丝女王国际机场 (AUA)
- - 布里奇敦- 格蘭特利·亞當斯國際機場 (BGI)
- 巴哈马
  - 拿索－林丁平德林國際機場 (NAS)
  - 自由港 (巴哈馬) - 大巴哈馬國際機場 (FPO)
- - 克拉倫代克－火烈鸟国际机场 (BON)
- 开曼群岛
  - 乔治敦 - 歐文·羅勃茲國際機場 (GCM)
- - 威廉斯塔德 - 庫拉索國際機場 (CUR)
- 古巴
  - 哈瓦那－何塞·馬蒂國際機場 (HAV)
- - 聖斐利-銀港 - 格雷戈里奥·卢佩龙国际机场（英语：Gregorio Luperón International Airport） (POP)
  - 蓬塔卡纳 - 蓬塔卡納國際機場 (PUJ)
  - 圣地亚哥 - 西寶國際機場 (STI)
  - 圣多明各 - 亞美利加國際機場 (SDQ)
- - 皮特爾角城－皮特爾角城國際機場 季節性
- 格瑞那達
  - 圣乔治 - 莫里斯·毕晓普国际机场（英语：Maurice Bishop International Airport）[1] (GND)
- 海地
  - 太子港 - 杜桑·盧維杜爾國際機場 (PAP)
  - 海地角－海地角國際機場 (CAP)
- 牙买加
  - 金斯敦 - 诺曼·曼利国际机场 (KIN)
  - 蒙特哥灣 - 唐纳德·桑格斯特爵士国际机场（英语：Sangster International Airport） (MBJ)
- 圣基茨和尼维斯
  - 巴斯特尔 - 罗伯特·布拉德肖国际机场（英语：Robert L. Bradshaw International Airport） (SKB)
- 圣卢西亚
  - 伯堡 - 赫瓦诺拉国际机场（英语：Hewanorra International Airport） (UVF)
- 荷屬聖馬丁
  - 菲利普斯堡 - 朱丽安娜公主国际机场 (SXM)
- - 法蘭西堡－馬丁尼克-亞米-凱薩國際機場 季節性
- 千里達及托巴哥
  - 西班牙港 - 皮亞亚科国际机场 (POS)
- 波多黎各
  - 圣胡安 - 路易斯·穆尼奥斯·马林国际机场 (SJU)
- - 普羅維登西亞萊斯島 - 普羅維登西亞萊斯國際機場 (PLS)
- 美屬維爾京群島
  - 聖克羅伊島 - 亨利·E·罗尔森機場（英语：Henry E. Rohlsen Airport） (STX)
  - 聖湯馬士島 - 西里尔·金机场（英语：Cyril E. King Airport） (STT)
- 百慕大
  - 聖大衛島 - L·F·韋德國際機場 (BDA)
- - 金斯敦－阿皆老國際機場  (SVD)
- - 皮特爾角城 - 皮特爾角城國際機場 (PTP) 季節性
- - 法蘭西堡 - 亞米-凱薩國際機場 (FDF) 季節性

### 南美
- 阿根廷
  - 布宜诺斯艾利斯 - 埃塞萨「皮斯塔里尼部长」国际机场 (EZE)
  - 科爾多亞－維爾伯德國際機場 (COR)
- 玻利维亚
  - 圣克鲁斯 - 维鲁维鲁国际机场 (VVI)
- 巴西
  - 巴西利亚 - 儒塞利诺·库比契克总统国际机场 (BSB)
  - 圣保罗/瓜魯柳斯 - 安德烈·弗朗哥·蒙托罗州长国际机场 (GRU)
  - 里约热内卢/ 加利昂- 安东尼奥·卡洛斯·若比姆国际机场 (GIG)
  - 贝洛奥里藏特 - 坦科雷多·内维斯国际机场
  - 瑪瑙斯－馬瑙斯-愛德華多·戈梅斯國際機場 (MAO)
- 智利
  - 圣地亚哥 - 阿图罗·梅里诺·贝尼特斯准将国际机场 (SCL)
- 哥伦比亚
  - 波哥大 - 埃尔多拉多国际机场 (BOG)
  - 巴蘭幾亞－埃内斯托科蒂索斯國際機場 (BAQ)
  - 卡利 - 阿方索·伯尼利亚·阿拉贡国际机场（英语：Alfonso Bonilla Aragón International Airport）(CLO)
  - 麦德林 - 何塞·马里亚·科尔多瓦国际机场 (MDE)
  - 卡塔赫納－拉斐爾·努涅斯國際機場 (CTG)
  - 佩雷拉－瑪特坎國際機場 (PEI)
- - 瓜亚基尔 - 何塞·华金·德·奥尔梅多国际机场 (GYE)
  - 基多 - 苏克雷元帅国际机场 (UIO)
- - 喬治敦－喬治敦國際機場 (GEO)
- 秘魯
  - 利馬 - 豪爾赫·查韋斯國際機場 (LIM)
- 乌拉圭
  - 蒙得维的亚 - 卡拉斯科国际机场 (MVD)

## 欧洲
- 法國
  - 巴黎 - 夏尔·戴高乐机场 (CDG)
- 德国
  - 法兰克福 - 法兰克福机场 (FRA)
  - 慕尼黑－慕尼黑機場 (MUC)
  - 柏林 - 泰格爾奧托·利林塔爾機場 (TXL)
- 爱尔兰
  - 都柏林 - 都柏林机场 (DUB)
  - 香农－香农机场 (SNN) 季节性
- 義大利
  - 米兰 - 马尔彭萨机场 (MXP)
  - 罗马 - 菲乌米奇诺-李安納度·達文西国际机场 (FCO)
  - 威尼斯－泰塞拉 - 馬可·勃羅機場  (VCE) 季节性
- 西班牙
  - 巴塞罗那 - 何塞普·塔拉德利亞斯巴塞羅那-埃爾普拉特機場 (BCN)
  - 马德里 - 阿道弗·蘇亞雷斯馬德里-巴拉哈斯機場 (MAD)
- 瑞士
  - 苏黎世 - 苏黎世机场 (ZRH)
- 英国
  - 伦敦 - 机场 (LHR)
  - 曼彻斯特 - 曼彻斯特机场 (MAN)
  - 愛丁堡－愛丁堡機場 (EDI) 季節性
- 荷蘭
  - 阿姆斯特丹 - 史基浦機場 (AMS)
- 捷克
  - 布拉格－布拉格瓦茨拉夫·哈維爾國際機場  (PRG)季節性
- 希腊
  - 雅典－雅典國際機場 (ATH) 季節性
- 匈牙利
  - 布達佩斯－布達佩斯李斯特·費倫茨國際機場 (BUD) 季節性
- 冰島
  - 雷克雅維克－凱夫拉維克機場 (KEF) 季節性
- - 杜布羅夫尼克 - 杜布羅夫尼克機場 (DBV) 季節性

- 葡萄牙
  - 里斯本－里斯本機場 (LIS) 季節性
- 波蘭
  - 克拉科夫 - 若望·保祿二世國際機場 (KRK) (2020年5月7日啟航)[2]

## 非洲
- 摩洛哥
  - 卡薩布蘭卡 - 穆罕默德五世國際機場 (CMN) (2020年6月4日啟航)[2]

## 亚洲
- 中国
  - 上海 - 浦东国际机场 (PVG)

- 日本
  - 东京 - 成田国际机场 (NRT)
  - 东京 - 羽田国际机场 (HND)
- - 首尔 - 仁川国际机场 (ICN)
- 以色列
  - 特拉維夫 - 本古·里昂機場 (TLV) (2020年9月9日復航)[2]
- 印度
  - 德里 - 英迪拉·甘地国际机场 (DEL)

## 大洋洲
- - 雪梨－雪梨 (京斯福特·史密斯) 機場 (SYD)
- 新西兰
  - 奧克蘭－奧克蘭國際機場 (AKL) 季節性
  - 基督城 - 基督城國際機場 (CHC) (2020年9月9日復航)[3]

## 已停办航点

### 北美洲
- 美国 - 道格拉斯，贝克斯菲尔德，奥克兰，圣巴巴拉，代托纳比奇，墨尔本，乔普林（至1960年代），奥尔巴尼，布鲁克林（航点迁至拉瓜迪亚机场），布法罗，艾斯利普，纽堡，罗彻斯特，锡拉丘兹，费耶特维尔，阿克伦，尤金，哈里斯堡，普罗维登斯，查尔斯顿，哥伦比亚，格林维尔，查塔努加，沃思堡（航点迁至达拉斯－沃思堡国际机场），休斯敦（威廉·佩特斯·霍比机场）[4] （截至2008年，美国航空的分公司美鹰航空仍有往来该机场的服务）

- 加拿大 - 埃德蒙顿、卡尔加里

### 中美洲
- 墨西哥－阿卡普尔科 、蒙特雷、圣何塞－德尔卡沃
- 波多黎各 - 阿瓜迪亚，庞塞

### 加勒比海
- －罗马纳

### 南美洲
- 巴拉圭 - 亚松森[5]
- 秘魯 - 库斯科
- 哥伦比亚 - 巴兰基亚
- 玻利维亚－拉巴斯
- 巴西－累西腓 、萨尔瓦多

### 欧洲
- 法國 - 里昂，巴黎－奥利
- 德国 - 柏林，杜塞尔多夫，汉堡，慕尼黑，斯图加特
- 俄羅斯 - 莫斯科
- 瑞典 - 斯德哥尔摩
- 瑞士 - 日内瓦
- 英国 - 伯明翰，格拉斯哥，伦敦－盖德威克，伦敦－斯坦斯特德

### 亚洲
- 中国 - 北京、 香港
- 日本 - 名古屋[6]，大阪[7]
- 中華民國 - 台北[8]

### 大洋洲
美国航空在1970年代早期设有经檀香山至大洋洲的航班服务。
- 美属萨摩亚 - 帕果帕果
- - 墨尔本
- 斐济 - 楠迪